# Vážka rudá
Vážka rudá (Sympetrum sanguineum) je jeden z druhů vážek v Česku.

## Vzhled

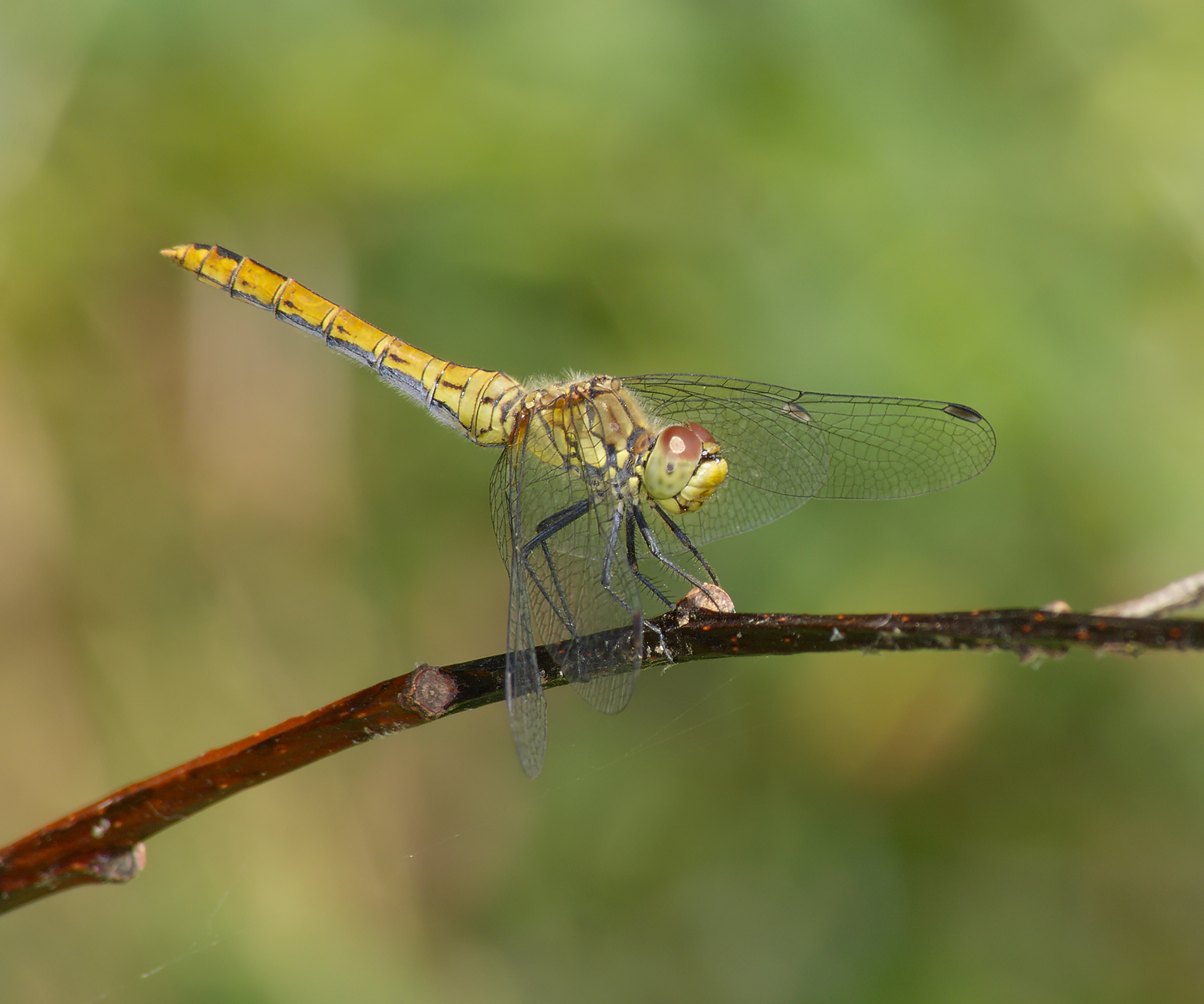
Samice

Vážka rudá je dlouhá asi 4 cm a rozpětí křídel má 6 cm. Zatímco samec má červený zadeček, samice jej má žlutý až světle hnědý.

## Výskyt
Je rozšířená na velkém území, v severní Africe, celé Evropě a Turecku a je dosti hojná. Dává přednost stojatým vodám, ale může se vyskytovat i u tekoucích vod.

## Život
Dospělci se začínají objevovat v červnu a létají až po říjen. Délka života je přibližně půl roku. Vajíčka kladou na břeh, kde přečkají zimu a poté jsou pomalu spláchnuta do vody deštěm. Za několik měsíců se dravé larvy žijící v podvodní vegetaci přemění v dospělce. Proměna je nedokonalá.